# Herman Horn Johannessen
Herman Horn Johannessen (Oslo, 4 de abril de 1964) é um velejador norueguês, medalhista olímpico. Ele competiu nos Jogos Olímpicos de Verão de 2000 na classe Soling e conquistou a medalha de bronze, ao lado de Paul Davis e Espen Stokkeland. Anteriormente, ele também competiu nos Jogos Olímpicos de Verão de 1992, na classe 470.
Johannessen tornou-se campeão europeu no bote 470 em 1991. Ele também ganhou vários campeonatos estaduais em diferentes classes de barcos. Fora do esporte, Herman Horn Johannessen é coproprietário e gerente da empresa Lisa, que produz geleia e abóbora.